# Анор
Анор (фр. Anor) насеље је и општина у североисточној Француској у региону Север-Па д Кале, у департману Север која припада префектури Авне сир Елп.
По подацима из 2011. године у општини је живело 3313 становника, а густина насељености је износила 148,97 становника/km². Општина се простире на површини од 22,24 km². Налази се на средњој надморској висини од 238 метара (максималној 271 m, а минималној 200 m).

## Демографија
| 1962. | 1968. | 1975. | 1982. | 1990. | 1999. | 2011. |
| ----- | ----- | ----- | ----- | ----- | ----- | ----- |
| 3.450 | 3.622 | 3.373 | 3.109 | 3.099 | 3.093 | 3.313 |

График промене броја становника у току последњих година